# Les Nouvelles Aventures de Spider-Man
Silver Surfer Avengers
Les Nouvelles Aventures de Spider-Man est une série télévisée d'animation américaine en 13 épisodes de 22 minutes créée par Stan Lee d'après les personnages de Steve Ditko, diffusée entre le 2 octobre 1999 et le 31 mars 2001 dans le bloc de programmation Fox Kids. Elle est parfois considérée par certains fans comme la suite indirecte de la série Spider-Man, l'homme-araignée. C'est la septième série du Marvel Animated Universe (MAU).

## Synopsis
Des recherches spatiales ont permis à l’humanité de découvrir l’Autre-Terre, réplique de notre planète.
Alors que l’astronaute John Jameson décolle pour un portail de transport, Peter Parker surprend Venom et Carnage en train de monter à bord de la navette.
Pour sauver Jameson, Spider-Man décide de se rendre à son tour sur l’Autre-Terre, équipé d’un nouveau costume conçu par Red Richards.
Arrivé à destination, Peter découvre un monde dirigé par un être nommé le Maître de l’Évolution, qui a transformé une partie de la population en hybrides mi-humains mi-animaux. Le reste de l’humanité vit souvent dans la pauvreté.
Spider-Man rejoint alors les rebelles humains pour mettre fin au règne du Maître de l’Évolution et stopper les symbiotes, qui ont leurs propres plans.

## Épisodes
1. L’Autre Terre (partie 1) (Worlds Apart, Part One)
2. L’Autre Terre (partie 2) (Worlds Apart, Part Two)
3. Le Repaire du mal (Where Evil Nests)
4. Des choix mortels (Deadly Choices)
5. Un cœur d’acier (Steel Cold Heart)
6. Le Chasseur (Enter the Hunter!)
7. Le Cri du vautour (Cry Vulture)
8. Gare au loup-garou (Ill-Met by Moonlight)
9. Les Rejetés (Sustenance)
10. Affaire de cœur (Matters of the Heart)
11. De plus en plus seul (One is the Loneliest Number)
12. Le Pêché du père (Sins of the Fathers)
13. Le Destin en folie (Destiny Unleashed)

## Personnages

### Protagonistes
Peter Parker / Spider-Man
Au début de la série, Spider-Man est accusé de sabotage sur la navette alors qu'il essayait de stopper Venom et Carnage. Six mois plus tard, décidé à réhabiliter son nom, il s'est fait un nouveau costume et décide d'embarquer pour l'autre Terre.
John Jameson / l’Homme-loup
Fils de l'éditeur J. J. Jameson, il embarque pour la Contre-Terre où il se fait capturer par le Maitre de l'Évolution, mais vite libéré par les rebelles et devient leur leader. Mais pendant qu'il fût capturé par le Maitre de l'évolution, il pratiquait des expériences sur lui qui, plus tard, le transformera en loup-garou, mais sera vite guérie grâce à Spider-Man et à Naoko. Il participera même à l'affrontement final.
Karen O’Malley
Une jeune femme rebelle qui n'hésite pas à porter secours à tous ses amis, elle accorde vite sa confiance à Spider-man et devient l’une de ses plus précieuses alliées. Plus tard dans la série, on apprendra Karen est en réalité la petite fille du tyran, qui aurait fait des expériences sur sa propre belle fille Catherine pendant sa grossesse. Le père de Karen, furieux, serait parti avec sa famille et aurait élevé Karen loin de son grand-père. Karen n’apprendra cependant pas la vérité et réussira à s’échapper grâce à Spider-Man et aux forces rebelles. Karen sera la seule rebelle à être conduite à Wundagore lors de la bataille finale contre le Maître de l’Évolution. Personne ne sait ce qu’il est advenu d’elle.
Git Hoskins
Un rebelle constitué essentiellement de bandage, n'ayant pas de peau et étant muet car Sir Ram lui a fait subir des expériences étant enfant. Il aura du désir de vengeance en étant prêt à utiliser isotope qui aurait pu détruire la ville, mais les rebelles alliés aux chevaliers de Wundagore l'ont persuadé de ne pas le faire. Ainsi durant la série, il participe beaucoup aux missions avec les rebelles dans lesquelles il s'avère très utile avec son corps de bandages (ex: pour s'infiltrer). Il participera aussi à l'affrontement final.
Daniel Bromley
Un rebelle qui s'est joint à eux après l'enlèvement de sa famille. Il participe à beaucoup de mission tout au long de la série, il se fera même capturer par Lord Tiger avec lequel il fera un marché, s'il l'aide à capturer Spider-man, il relâchera son frère. Il accepte mais change d'avis, après quoi, Spider-man décide de l'aider à retrouver son frère, mais il découvre qu'il est volontairement au service du Maitre de l'évolution. Après un bref affrontement, son frère finira par mourir. Comme ses amis, Daniel participera au dernier affrontement.
X-51
Un robot faisant partie de l'armée du Maitre de l'évolution, mais qui finalement réussira à développer ses propres idées sentiments et finira par rejoindre les rebelles. X-51 sert le plus souvent a aidé les rebelles aux missions d'infiltrations.
Naoko Yamada-Jones
Une jeune femme médecin qui recueille Peter Parker après que celui-ci a sauvé la vie de son fils Shane. Louant une chambre au jeune homme, elle deviendra vite complice avec lui, bien que ses nombreuses disparitions l’inquiètent. N’ayant pas peur d’aider son prochain, Naoko porte secours à Jameson puis à Eddie Brock sans hésiter une seule seconde. Son opinion sur Spider-Man est bonne jusqu’à ce que sa maison soit partiellement détruite lors d’un combat l’impliquant. Naoko était autrefois mariée à un homme qui faisait partie de la résistance. Cependant, Edwin, son mari, disparut sans crier gare et ne revint jamais. Cependant, il semble vouloir revoir sa famille et il les contacte même par téléphone, ce qui inquiète beaucoup Naoko.
Shane Yamada-Jones
Shane est le fils de Naoko. Il est sauvé par Peter des griffes d’un robot du Maître de l’Évolution, et lui permet ainsi d’obtenir un logement. Shane s’attache très vite à Peter, et en vient même à espérer qu’il devienne son nouveau père. Curieux et courageux, Shane se met souvent dans des situations périlleuses desquelles Spider-Man doit le sauver.
Le Bouffon Vert
Version locale du vieil adversaire de Spider-Man, le Bouffon Vert de la Contre-Terre est en fait un justicier. Il semble connaitre Naoko, mais on ne sait rien de ses intentions envers elle, de plus, la présence de Peter Parker chez le médecin l'inquiète, il se met donc à suivre Peter jusqu'à découvrir la véritable identité de Spider-man. Les deux héros unissent ainsi leurs forces à plusieurs reprises, notamment pour sauver Naoko des griffes des symbiotes, ou pour aider un groupe d’hybrides menacés par le Maître de l’Évolution. Cette mission semble d’ailleurs le faire disparaître, mais son aide soudaine apportée aux rebelles lors de l’affrontement final démentira le fait.
Le Vautour
Comme le Bouffon Vert, c'est un héros de la Contre-Terre. Durant son enfance, il avait intégré un gang avec lequel il brûla la maison d'un de ses amis, comprenant que ce qu'il a fait était mal, il jura de protéger les humains des hybrides. Spider-Man le rencontre en enquêtant sur des enlèvements d’humains servant de cobayes à Sir Ram. Les deux héros s’allient momentanément pour libérer les malheureux, mais ne se rencontreront plus par la suite.

### Antagonistes
Le Maître de l’Évolution
Autrefois un explorateur, il recherchait l'utopie d’un monde préservé des défauts de l’humain. En arrivant sur la planète, il découvrit cependant les mêmes problèmes qui avaient détruit sa propre civilisation : la corruption, la haine et la violence. Comprenant qu’il n’aura son havre de paix qu’en le construisant lui-même, il commença alors ses expérimentations sur les animaux et crée petit à petit une nouvelle espèce d’êtres vivants, soi-disant libérés des maladies qui caractérisent l’humain. Sa société rejette les humains normaux aux bas-fonds de la civilisation, et se révèle rapidement être un État totalitaire dangereux. L’arrivée de Spider-Man, de Jameson et des symbiotes, dérange le Maître de l’Évolution parce qu’il se retrouve soudain confronté à des éléments qu’il ne contrôle pas. Les avancées constantes des rebelles et les victoires successives de l’homme-araignée le pousseront finalement à tenter d'éliminer ses opposants de façon définitive. Ses plans seront mis en échec par Spider-Man, soutenu par le Bouffon Vert et les rebelles.
Venom / Eddie Brock
Accompagné de son homologue Carnage, Venom profite du départ de Jameson pour la Contre-Terre et embarque à bord de la navette. Une fois sur place, il commence à mettre en place un plan machiavélique afin de redonner vie aux synoptiques, une race de symbiotes vivant dans les souterrains. S'étant mis à dos le Maître de l’Évolution, Brock est séparé de son symbiote alors qu’il tentait d'échapper à ses poursuivants. La vie de Brock est menacée par l’absence de son autre soi en raison du temps de leur liaison, bien trop long pour qu'il puisse supporter une séparation. Eddie trouve refuge chez Naoko Yamada-Jones le temps que Spider-Man récupère le symbiote. Alors qu'il est sur le point de mourir, l’esprit libéré des tourments passés, Brock redevient Venom lorsque Carnage lui réimplante son alter-ego. À la fin de la série, Brock et Kasady sont de nouveaux séparés de leurs symbiotes et capturés par le Maître de l’Évolution en même temps que les rebelles. Alors qu’ils assistent à la défaite de leur geôlier, les synoptiques émergent des sous-sols et prennent possession de la ville.
Carnage / Cletus Kasady
Carnage accompagne Venom sur la Contre-Terre et coordonne le plan de renaissance des synoptiques. Ayant un esprit maléfique mais loyal, Carnage sauve Brock de la mort en lui redonnant son symbiote après qu’il fut attaqué par le Maître de l’Évolution. Comme son acolyte, Kasady est capturé et séparé de son alter égo par le tyran de la planète. Il est finalement libéré par Spider-Man au moment où les synoptiques émergent des souterrains.
Les Chevaliers de Wundagore
Les Chevaliers de Wundagore sont les généraux du Maître de l’Évolution créés pour exécuter les ordres du tyran. Au nombre de quatre, leur groupe est composé de:
- Lord Tiger : Leur chef ; mi-homme, mi-tigre, Lord Tiger est pourvu d’un fort caractère et d’une force physique supérieure à celle de l’humain lambda. Bien que fidèle à son créateur, il développera un certain sens de l'honneur, qui le poussera à laisser partir les rebelles lors de leur dernier affrontement.
- Sir Ram : Un hybride mi-homme, mi-bélier, spécialisé dans la science. Son génie dépasse de loin celui des trois autres chevaliers, de fait, toutes les missions scientifiques lui sont confiées. Son dévouement pour le Maître de l’Évolution est sans borne, ce qui entraînera une certaine rivalité avec Lord Tiger. Ayant développé une haine violente envers Spider-Man, c’est aussi lui qui s’occupe de lancer le Chasseur à la poursuite du héros.
- Lady Ursula : Une puissante guerrière dévouée corps et âme à son créateur. Elle assiste fréquemment ses comparses lors de leurs diverses missions.
- Lady Vermin : Celle qui est jugée être la plus belle création du Maître de l’Évolution. Ses capacités guerrières sont moins développées que celles de ses acolytes, et elle semble développer une certaine attirance pour Spider-Man.

Le Chasseur
Version locale de Kraven, c'est un homme aux capacités physiques exceptionnelles, acquises grâce à une formule de son invention. Il est l’un des rares humains à vivre en toute liberté sans avoir à se soucier du Maître de l’Évolution. Ses talents l’ont d’ailleurs mené à être employé par le tyran pour éliminer les gêneurs. C’est d’ailleurs pour cette raison que Sir Ram charge le Chasseur de la capture de Spider-Man. L’homme accepte pour le plasir de la chasse et commence alors sa traque. L’homme araignée, aidé de Karen O’Malley, parviendra finalement à défaire son adversaire.
Electro
Un hybride créé par le Maître de l’Évolution afin de protéger sa tour et les informations qui y sont contenues. Il combat Spider-Man lorsque lui et les rebelles tentent de détruire un générateur de radiations mortelles pour les humains. Malgré ses pouvoirs, Electro est neutralisé par Spider-Man, et ne réapparaitra plus.

### Autres personnages
Mary Jane Watson-Parker
La femme de Peter Parker. Elle croit beaucoup en lui et le persuade qu’il peut toujours faire le bien sans le costume de Spider-Man. Malgré tout, Peter embarque pour la Contre-Terre avec une photo de sa femme pour tenir le choc. Cette photo sera malheureusement détruite lors de son arrivée, et sa Mary Jane ne cessera de manquer à Spider-Man.
J. Jonah Jameson
L’éditeur du Daily Bugle, un puissant journal new-yorkais, et le père de John Jameson, brillant astronaute. Lorsque Spider-Man est accusé d’avoir saboté la navette de son fils, J.J.Jameson met à prix la tête de l’homme- araignée. Bien décidé à prouver son innocence, Spider-Man part six mois plus tard pour la Contre-Terre, affirmant emmener Peter Parker avec lui sous prétexte d’avoir un photographe pour couvrir l’évènement.
Nick Fury
C'est le directeur du SHIELD, une organisation américaine de contre-espionnage. Chargé de surveiller personnellement l’envoi de la seconde navette sur la Contre-Terre, il surprend Spider-Man en train de monter à bord et tente de l’en dissuader. Le Tisseur convainc finalement Fury de le laisser partir, qui accepte malgré les risques.
Meugniot
Monsieur Meugniot est le directeur du journal le Daily Byte, la version locale du Daily Bugle. Meugniot embauche Parker en tant que photographe et se révèle être, comme J.J.Jameson, avare et exigeant.

## Clins d'œil
- Le nouveau costume de Spider-Man a été conçu par Red Richards, qui est connu pour être le chef des 4 Fantastiques et celui-ci rappelle le design de la version 2099 de Spider Man
- Le patron de presse qui engage Peter comme photographe (sur l'autre Terre) porte le même nom qu'un des producteurs de cette série : c'est-à-dire Meugniot.
- Malgré l'éloignement de la série précédente, certains vilains du comic apparaissent dans cette série comme l'homme-loup (en réalité John Jameson) ou une autre version de Kraven le chasseur et d'Electro. Certains sont même du côté du bien.

## Commentaires
En 1999, Marvel décide de relancer son héros le plus populaire, Spider-Man, sur les chaînes de télévision.
Voyant le succès de la précédente version animée, et plutôt que de commander de nouveaux épisodes, Marvel choisit de créer un nouveau concept : ainsi nait Les Nouvelles Aventures de Spider-Man.
Cependant, les temps ne sont guère propices à la création d’une nouvelle série sur l'Homme-Araignée, et ceci pour plusieurs raisons :
- D’abord, l'idée de départ s’éloigne beaucoup de l’univers de Spider-Man, héros de quartier peu impliqué dans les aventures à caractère spatial, cosmique ou trans-dimensionnel, bien que la saison 5 de Spider-Man, l'homme-araignée ait quelque peu démenti le fait.

- Ensuite, la bombe commerciale Pokémon envahit en même temps le marché médiatique et efface littéralement ses concurrents.

- Enfin, le lancement de la série a été suivi de la faillite de Marvel Comics.